# Unico Wilhelm van Wassenaer

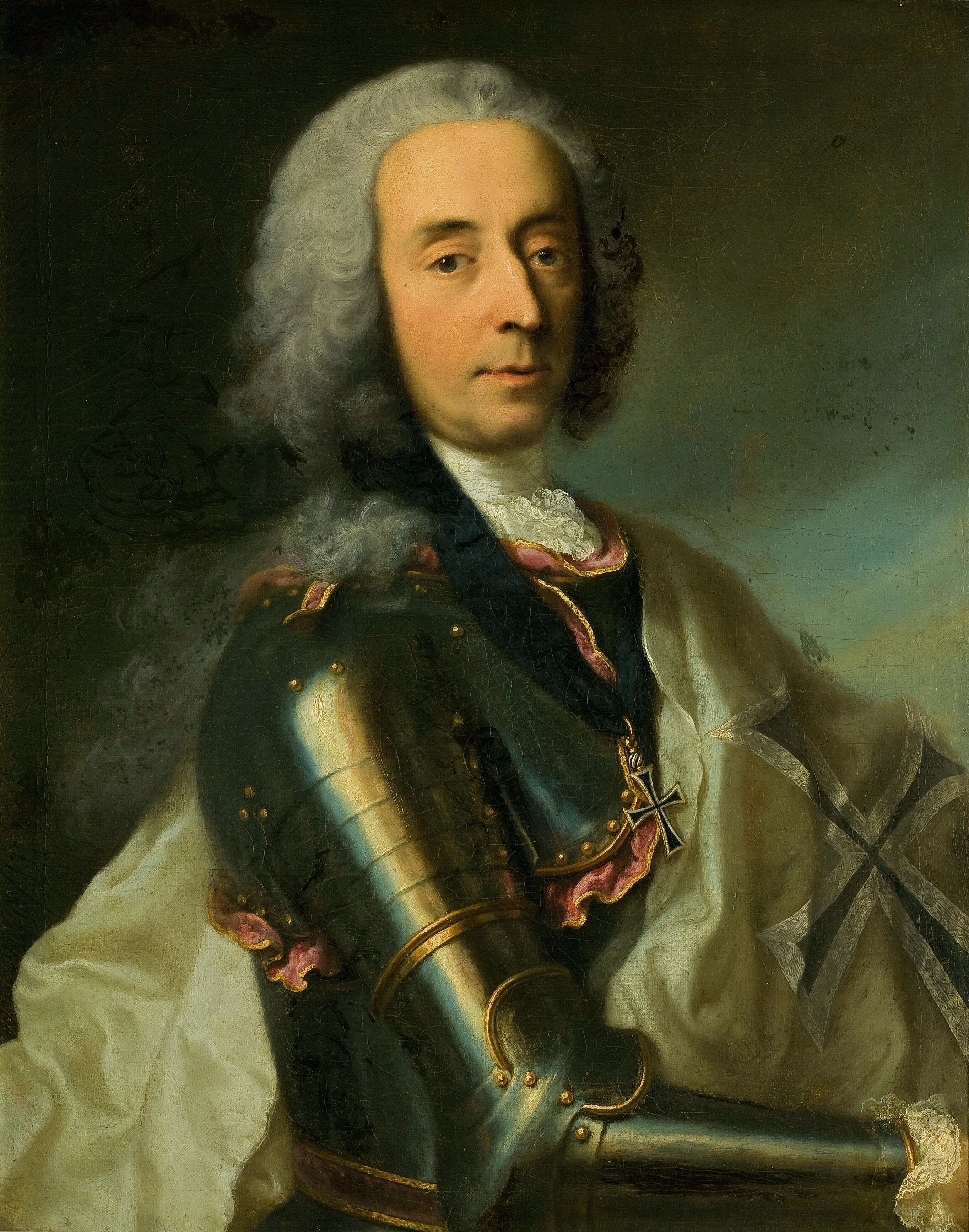
Unico Willem van Wassenaer

Unico Willem Reichsgraf van Wassenaer Obdam (* 2. November 1692 in Delden, Provinz Overijssel; † 6. November 1766 in Den Haag) war ein niederländischer Adliger, Diplomat und Komponist des Spätbarocks.

## Leben
Die Familiengeschichte der Van Wassenaers reicht bis ins 13. Jahrhundert zurück. Unico Willem wurde in eine Familie von Generälen, Admirälen und Diplomaten geboren. Der Sohn des Jacob II. van Wassenaer Obdam studierte an der Universität Leiden unter anderem Recht. Nach dem Tod seines Vaters im Jahre 1714 unternahm er eine ausgedehnte Reise durch Europa, auf der er vermutlich Paris, Rom, Florenz, Venedig, Wien und Prag besuchte.
1723 heiratete er Dodonea Lucia van Goslinga, eine friesische Aristokratin und Tochter von Sicco van Goslinga, mit der er drei Söhne zeugte. Er war Mitglied der Admiralität und tätig als einer der Direktoren der Niederländischen Ostindien-Kompanie sowie als Botschafter in Paris (1744) und Köln (1746). Ab 1756 trug er Verantwortung im niederländischen Zweig des Deutschritterordens, wo er bis zum Landkomtur der Ballei Utrecht aufstieg. Van Wassenaer wurde in der Jacobskerk in Den Haag beigesetzt.

## Der Komponist

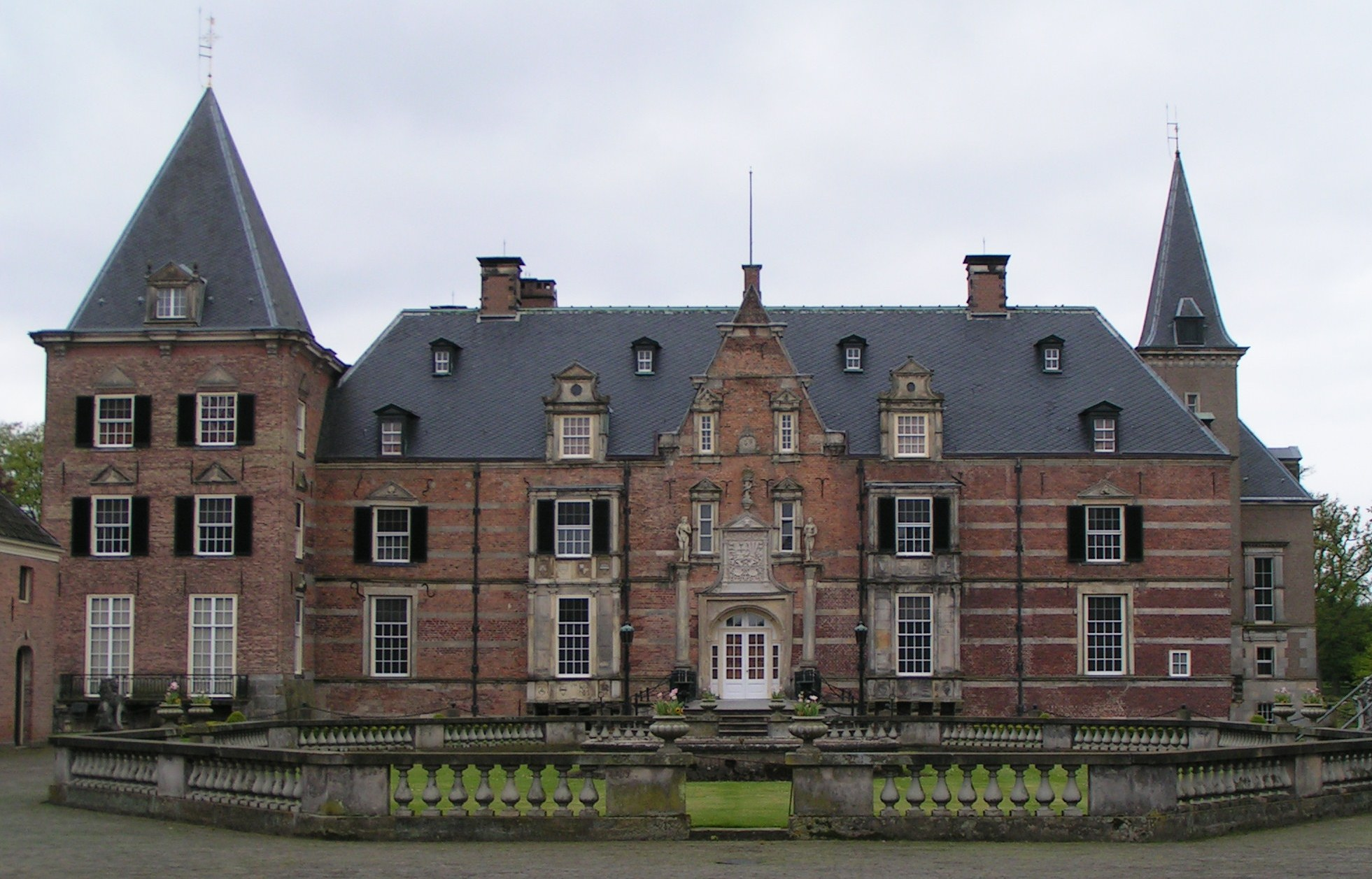
Schloss Twickel

Von van Wassenaers kompositorischem Schaffen sind sechs Concerti Armonici für Streichorchester überliefert. Diese waren zunächst anonym erschienen und wurden daher Carlo Ricciotti oder Giovanni Battista Pergolesi zugeschrieben. Erst nach 1979, als der Musikwissenschaftler Albert Dunning die Werke auf Schloss Twickel, einem Wohnsitz van Wassenaers, entdeckte, konnten sie zweifelsfrei van Wassenaer zugeordnet werden.

## Weitere Werke
- Gebed voor de predicatie für Orgel
- Motette Laudate dominum
- Motette Nunc dimittis
- Konzert für Flöte und Streicher
- 6 Konzerte für 4, 5 und 7 Instrumente
- 3 Sonaten für Blockflöte und B. c.
- Sonate für Cello und B. c.
- Sonate für 2 Violinen und B. c.